# Enes Mahmutovic
Enes Mahmutovic (Pejë, 22 maggio 1997) è un calciatore kosovaro naturalizzato lussemburghese, difensore del NAC Breda.

## Carriera

### Club
Ha esordito nella massima serie del campionato lussemburghese con il Fola Esch nella stagione 2014-2015, giocando una partita. Nella stagione successiva le presenze sono 2.

### Nazionale
Ha giocato nella nazionale lussemburghese Under-21.
Ha esordito in nazionale il 13 novembre 2016.

## Statistiche

### Cronologia presenze e reti in nazionale
| Cronologia completa delle presenze e delle reti in nazionale ― Lussemburgo | Cronologia completa delle presenze e delle reti in nazionale ― Lussemburgo | Cronologia completa delle presenze e delle reti in nazionale ― Lussemburgo | Cronologia completa delle presenze e delle reti in nazionale ― Lussemburgo | Cronologia completa delle presenze e delle reti in nazionale ― Lussemburgo | Cronologia completa delle presenze e delle reti in nazionale ― Lussemburgo | Cronologia completa delle presenze e delle reti in nazionale ― Lussemburgo | Cronologia completa delle presenze e delle reti in nazionale ― Lussemburgo |
| Data                                                                       | Città                                                                      | In casa                                                                    | Risultato                                                                  | Ospiti                                                                     | Competizione                                                               | Reti                                                                       | Note                                                                       |
| -------------------------------------------------------------------------- | -------------------------------------------------------------------------- | -------------------------------------------------------------------------- | -------------------------------------------------------------------------- | -------------------------------------------------------------------------- | -------------------------------------------------------------------------- | -------------------------------------------------------------------------- | -------------------------------------------------------------------------- |
| 13-11-2016                                                                 | Lussemburgo                                                                | Lussemburgo                                                                | 1 – 3                                                                      | Paesi Bassi                                                                | Qual. Mondiali 2018                                                        | -                                                                          |                                                                            |
| 28-3-2017                                                                  | Hesperange                                                                 | Lussemburgo                                                                | 0 – 2                                                                      | Capo Verde                                                                 | Amichevole                                                                 | -                                                                          | 30’                                                                        |
| 4-6-2017                                                                   | Lussemburgo                                                                | Lussemburgo                                                                | 2 – 1                                                                      | Albania                                                                    | Amichevole                                                                 | -                                                                          | 37’ 86’                                                                    |
| 9-6-2017                                                                   | Rotterdam                                                                  | Paesi Bassi                                                                | 5 – 0                                                                      | Lussemburgo                                                                | Qual. Mondiali 2018                                                        | -                                                                          |                                                                            |
| 22-3-2018                                                                  | Ta' Qali                                                                   | Malta                                                                      | 0 – 1                                                                      | Lussemburgo                                                                | Amichevole                                                                 | -                                                                          | 46’                                                                        |
| 27-3-2018                                                                  | Lussemburgo                                                                | Lussemburgo                                                                | 0 – 4                                                                      | Austria                                                                    | Amichevole                                                                 | -                                                                          | 46’ 70’                                                                    |
| 31-5-2018                                                                  | Lussemburgo                                                                | Lussemburgo                                                                | 0 – 0                                                                      | Senegal                                                                    | Amichevole                                                                 | -                                                                          | 90+4’                                                                      |
| 5-6-2018                                                                   | Lussemburgo                                                                | Lussemburgo                                                                | 1 – 0                                                                      | Georgia                                                                    | Amichevole                                                                 | -                                                                          | 72’                                                                        |
| 12-10-2018                                                                 | Minsk                                                                      | Bielorussia                                                                | 1 – 0                                                                      | Lussemburgo                                                                | UEFA Nations League 2018-2019 - 1º turno                                   | -                                                                          | 46’                                                                        |
| 18-11-2018                                                                 | Chișinău                                                                   | Moldavia                                                                   | 1 – 1                                                                      | Lussemburgo                                                                | UEFA Nations League 2018-2019 - 1º turno                                   | -                                                                          |                                                                            |
| 2-6-2019                                                                   | Lussemburgo                                                                | Lussemburgo                                                                | 3 – 3                                                                      | Madagascar                                                                 | Amichevole                                                                 | -                                                                          | 46’                                                                        |
| 11-11-2020                                                                 | Lussemburgo                                                                | Lussemburgo                                                                | 0 – 3                                                                      | Austria                                                                    | Amichevole                                                                 | -                                                                          |                                                                            |
| 17-11-2020                                                                 | Lussemburgo                                                                | Lussemburgo                                                                | 0 – 0                                                                      | Azerbaigian                                                                | UEFA Nations League 2020-2021 - 1º turno                                   | -                                                                          | 31’                                                                        |
| 24-3-2021                                                                  | Debrecen                                                                   | Qatar                                                                      | 1 – 0                                                                      | Lussemburgo                                                                | Amichevole                                                                 | -                                                                          | 46’                                                                        |
| 27-3-2021                                                                  | Dublino                                                                    | Irlanda                                                                    | 0 – 1                                                                      | Lussemburgo                                                                | Qual. Mondiali 2022                                                        | -                                                                          |                                                                            |
| 2-6-2021                                                                   | Malaga                                                                     | Norvegia                                                                   | 1 – 0                                                                      | Lussemburgo                                                                | Amichevole                                                                 | -                                                                          |                                                                            |
| 6-6-2021                                                                   | Lussemburgo                                                                | Lussemburgo                                                                | 0 – 1                                                                      | Scozia                                                                     | Amichevole                                                                 | -                                                                          |                                                                            |
| 1-9-2021                                                                   | Lussemburgo                                                                | Lussemburgo                                                                | 2 – 1                                                                      | Azerbaigian                                                                | Qual. Mondiali 2022                                                        | -                                                                          |                                                                            |
| 4-9-2021                                                                   | Belgrado                                                                   | Serbia                                                                     | 4 – 1                                                                      | Lussemburgo                                                                | Qual. Mondiali 2022                                                        | -                                                                          | 46’                                                                        |
| 7-9-2021                                                                   | Lussemburgo                                                                | Lussemburgo                                                                | 1 – 1                                                                      | Qatar                                                                      | Amichevole                                                                 | -                                                                          | 46’ 74’                                                                    |
| 25-3-2022                                                                  | Lussemburgo                                                                | Lussemburgo                                                                | 1 – 3                                                                      | Irlanda del Nord                                                           | Amichevole                                                                 | -                                                                          | 46’                                                                        |
| 17-11-2022                                                                 | Lussemburgo                                                                | Lussemburgo                                                                | 2 – 2                                                                      | Ungheria                                                                   | Amichevole                                                                 | -                                                                          |                                                                            |
| 20-11-2022                                                                 | Lussemburgo                                                                | Lussemburgo                                                                | 0 – 0                                                                      | Bulgaria                                                                   | Amichevole                                                                 | -                                                                          | 19’                                                                        |
| 17-6-2023                                                                  | Lussemburgo                                                                | Lussemburgo                                                                | 2 – 0                                                                      | Liechtenstein                                                              | Qual. Euro 2024                                                            | -                                                                          |                                                                            |
| 20-6-2023                                                                  | Zenica                                                                     | Bosnia ed Erzegovina                                                       | 0 – 2                                                                      | Lussemburgo                                                                | Qual. Euro 2024                                                            | -                                                                          |                                                                            |
| 8-9-2023                                                                   | Lussemburgo                                                                | Lussemburgo                                                                | 3 – 1                                                                      | Islanda                                                                    | Qual. Euro 2024                                                            | -                                                                          | 13’ 64’                                                                    |
| 11-9-2023                                                                  | Faro                                                                       | Portogallo                                                                 | 9 – 0                                                                      | Lussemburgo                                                                | Qual. Euro 2024                                                            | -                                                                          | 66’                                                                        |
| 13-10-2023                                                                 | Reykjavík                                                                  | Islanda                                                                    | 1 – 1                                                                      | Lussemburgo                                                                | Qual. Euro 2024                                                            | -                                                                          | 20’                                                                        |
| 16-11-2023                                                                 | Lussemburgo                                                                | Lussemburgo                                                                | 4 – 1                                                                      | Bosnia ed Erzegovina                                                       | Qual. Euro 2024                                                            | -                                                                          | 61’ 84’                                                                    |
| 19-11-2023                                                                 | Vaduz                                                                      | Liechtenstein                                                              | 0 – 1                                                                      | Lussemburgo                                                                | Qual. Euro 2024                                                            | -                                                                          | 57’                                                                        |
| 21-3-2024                                                                  | Tbilisi                                                                    | Georgia                                                                    | 2 – 0                                                                      | Lussemburgo                                                                | Qual. Euro 2024                                                            | -                                                                          | 90+1’                                                                      |
| 5-6-2024                                                                   | Metz                                                                       | Francia                                                                    | 3 – 0                                                                      | Lussemburgo                                                                | Amichevole                                                                 | -                                                                          |                                                                            |
| 8-6-2024                                                                   | Bruxelles                                                                  | Belgio                                                                     | 3 – 0                                                                      | Lussemburgo                                                                | Amichevole                                                                 | -                                                                          |                                                                            |
| 5-9-2024                                                                   | Belfast                                                                    | Irlanda del Nord                                                           | 2 – 0                                                                      | Lussemburgo                                                                | UEFA Nations League 2024-2025 - 1º turno                                   | -                                                                          | 45’ 46’                                                                    |
| 8-9-2024                                                                   | Lussemburgo                                                                | Lussemburgo                                                                | 0 – 1                                                                      | Bielorussia                                                                | UEFA Nations League 2024-2025 - 1º turno                                   | -                                                                          | 65’                                                                        |
| 18-11-2024                                                                 | Lussemburgo                                                                | Lussemburgo                                                                | 2 – 2                                                                      | Irlanda del Nord                                                           | UEFA Nations League 2024-2025 - 1º turno                                   | -                                                                          | 56’                                                                        |
| 25-3-2025                                                                  | San Gallo                                                                  | Svizzera                                                                   | 3 – 1                                                                      | Lussemburgo                                                                | Amichevole                                                                 | -                                                                          |                                                                            |
| Totale                                                                     |                                                                            | Presenze                                                                   | 37                                                                         |                                                                            | Reti                                                                       | 0                                                                          |                                                                            |

## Palmarès

### Club

#### Competizioni nazionali
- Campionato lussemburghese: 1

Fola Esch: 2014-2015